# Huésped (anfibología)
Huésped, como término anfibológico, conserva el sentido de que aloja, es decir, aquel organismo que acoge a un parásito o simbionte, aunque resulta polémico y tiene muchos detractores que, también para evitar confusiones, prefieren otras alternativas. La Real Academia Española (RAE) propone dos significados principales, uno para el cliente de un establecimiento hotelero o el invitado a una casa por parte de un anfitrión, y otro de orden anfibológico, anticuado y ya en desuso, para aludir al mesonero o amo de una posada y la persona que hospeda en su casa a alguien. El uso con este último significado es desaconsejado por la RAE, pues genera confusiones.

## Origen de la palabra
Huésped deriva del término latino hospes, el cual es un compuesto antiguo de dos nociones distintas: *hostis-pet-s. No obstante, aunque el sentido clásico de hostis sea «enemigo», el significado primitivo de la noción hostis es el de igualdad por compensación: es un hostis aquel que compensa la «donación» con una «contradonación»". Para explicar la relación entre huésped y enemigo se suele admitir que uno y otro derivan del sentido de extranjero, que aún es testimoniado en el latín por el «extranjero favorable», hospes, y el «extranjero hostil», nemicus. El segundo componente -pet —en alternancia con -pot o -pat— significaba originalmente, en indoeuropeo, la identidad («el mismo») como en el lituano pats, pero, usado para indicar representatividad, se convirtió también en «amo, dueño o señor». Así, subsiste -pot en términos como el griego despotes y el eslavo gaspadin. También adquirió significación de dominio como en «poder», «potente», «potestad», «posesión», etc.

## En la literatura latina
En realidad, las palabras extranjero, enemigo y huésped son nociones globales y muy sumarias que deben ser precisadas, interpretadas en su contexto histórico y social. Émile Benveniste aporta una serie de ejemplos de fuentes antiguas y palabras relacionadas que revelan la significación original de hostis:
- En la ley de las Doce Tablas se dice por ejemplo: adversus hostem aeterna auctoritas est, frase en la que la mayoría de las palabras no tienen el sentido del latín clásico, significa «enfrentando un extranjero, una reclamación de propiedad es persistente», es decir, no hay vencimiento para una reclamación de propiedad cuando se introduce contra un extranjero.
- Según el gramático latino Sesto Pompeo Festo se llamaban hostes aquellos que gozaban del mismo derecho que el pueblo romano y el significado de hostire equivalía al de aequare (igualar, intercambiar): “Eius enim generis ab antiquis hostes appellabantur quod erant pari iure cum populo Romano, atque hostire ponebatur pro aequare”. De esta noticia se conoce que hostis no era precisamente el extranjero, ni el enemigo. El derivado red hostire lo hace equivaler a referre gratiam, es decir devolver un favor.
- El sustantivo hostimentum es referido como beneficii pensatio o aequamentum, significando respectivamente "compensación de un beneficio" o "igualación".
- Plauto escribe: promito hostire contra ut merueris, lo que significa «te prometo un servicio recíproco como el que tú te mereces» (Asinaria 377).
- Varrón explica: Hostum vocant quod ex uno facto olei reficitur, «se llama hostus la cantidad de aceite que se obtiene después de una sola operación de prensado» (De re rustica I 24.3 ). Aquí el producto es visto a modo de una contrapartida.
- Hostorium: es un palo para usar con una medida de capacidad de áridos en modo de asegurar un nivel constante.
- Según Agustín de Hipona, entre los antiguos dioses romanos existía también una diosa Hostilina que tenía la tarea de igualar las espigas o de lograr que se compensaran adecuadamente las labores agrícolas con el producto de la cosecha.
- Por último, la conocida palabra hostia se relaciona con la misma familia, indica en sentido propio: «la víctima que sirve para compensar la ira de los dioses», que indica una ofrenda en compensación y se distingue de la víctima del sacrificio en el ritual romano.

## Continuidad etimológica
Sustantivos primarios o derivados, verbos o adjetivos, términos antiguos de la lengua religiosa o de la lengua rural, todos se atestiguan en las lenguas indoeuropeas y confirman que el sentido primitivo de hostire, y por lo tanto el origen de la palabra hospes, es aequere: «compensación de un beneficio, volver iguales, compensar, igualar». Como cita Festo los hostes gozaban del mismo derecho que los romanos, un hostis no era un extranjero en general, a diferencia del peregrinus que vivía fuera del territorio, hostis era el extranjero en el que se reconocían derechos iguales a los de los ciudadanos romanos. Este reconocimiento de los derechos implicaba una cierta relación de reciprocidad, presuponía una convención. La alianza de igualdad y de reciprocidad que se establecía entre este tipo de extranjero y el ciudadano de Roma conducía a la noción precisa de hospitalidad. Esta palabra, que evidencia la institución de la hospitalidad, es muy antigua, ya que en otras lenguas indoeuropeas hay equivalentes con el mismo origen y uso como en el gótico gasts y el eslavo antiguo gosti.

## Hostisyxenoscambian de significado
Cuando la antigua sociedad se convirtió en nación, las relaciones entre hombre y hombre, entre clan y clan, quedan abolidas; subsiste solo la distinción entre lo que es interno o externo a la civitas («ciudad»). Así, la palabra hostis asumió una acepción de «hostil» y ya no se aplicaría más que al enemigo. La historia de hostis resume el cambio que se produjo en las instituciones romanas. Del mismo modo, xenos, tan bien caracterizado como «huésped» por Homero, se convirtió más tarde simplemente «el extranjero», «el no nacional».

## Evolución de la anfibología
Hostis se relacionaba originalmente con la compensación, y el trato que iguala entre diferentes, y significaba entonces «el ajeno al clan con quien se tienen tratos de intercambio recíproco compensatorios». Luego pasa a significar «extranjero benévolo» en hospes, aunque más tarde hostis significará el «extranjero enemigo» del que derivan los usos actuales de hueste y hostil.
Con el hospes (extranjero benévolo) podía tratarse en dos situaciones distintas, cuando «se aloja entre nosotros» y cuando «me alojo entre ellos». Así hospes perdió el significado de extranjero y pasó a tener dos significados opuestos respecto a quién hace la acción de alojar, «el extraño alojado» y «el extraño que me aloja». Surge así una anfibología que aún está presente en las lenguas latinas, «el alojado» y «el que aloja». Por supuesto, una acepción, «el alojado», es de uso mucho más frecuente que la otra por ser más común la situación de «un extraño alojado entre nosotros» que «alojarse uno entre extraños». Las lenguas evolucionan evitando las anfibologías y es por eso que el término menos usado tiende a suprimirse en el uso o a modificarse.
Respecto a la anterior evolución semántica, la Real Academia Española desaconseja el uso de huésped en el sentido menos usado de «el que aloja». Aunque hace esto con una excepción para la cual no se atreve a imponer su recomendación y es que en el ámbito científico es de uso frecuente la palabra huésped con el significado del «organismo que aloja» un parásito o un simbionte. Este uso es estimulado en parte por el que se hace en otras lenguas de los términos científicos equivalentes derivados también de hostis. Sin embargo, en el ámbito científico hispano con la misma o más frecuencia es rechazado debido a su uso contrario al significado común y es sustituido por (o se prefieren) los términos hospedador, hospedero, anfitrión u hospedante.
La evolución natural hacia la supresión para huésped del significado menos usado, «el que aloja», ha sido reforzada también por la aparición de un término mucho más reciente, anfritrión, con ese único significado.[cita requerida] El término anfitrión surge en el siglo XVII en Francia a partir de la popular obra teatral Anfitrión de Molière, referida a un rey de Tebas famoso por su hospitalidad. Este término pasa también a hacerse popular en español y ya en 1869 se incorpora al diccionario de la Real Academia Española.

## Voces correlacionadas
- xenos y xenia
- munus y pulus